# Фарентино, Джеймс
Джеймс Фарентино (24 февраля 1938, Нью-Йорк — 24 января 2012, Лос-Анджелес) — американский актёр. Сыграл более 100 ролей в кино, театре и на телевидении. Известен ролями в фильме «Последний отсчёт» и сериалах «Иисус из Назарета» и «Династия».

## Биография
В 1967 году за фильм The Pad and How to Use It получил «Золотой глобус» как «Самый многообещающий дебютант среди мужчин».
После продолжительной болезни умер 24 января 2012 года от сердечной недостаточности в одном из госпиталей Лос-Анджелеса.

## Фильмография
| Год       |     | Русское название       | Оригинальное название        | Роль                       |
| --------- | --- | ---------------------- | ---------------------------- | -------------------------- |
| 1969      | ф   | Я, Натали              | Me, Natalie                  | Дэвид Харрис               |
| 1977      | мтф | Иисус из Назарета      | Jesus Of Nazareth            | Апостол Пётр               |
| 1981      | ф   | Умершие и похороненные | Dead And Buried              | шериф Дэн Гиллис           |
| 1981—1982 | с   | Династия               | Dynasty                      | Ник Тосканни               |
| 1988      | ф   | Красный паук           | The red Spider               | Лейтенант Дэниэл Малоун    |
| 1989      | ф   | Её алиби               | Her Alibi                    | Френк Полито               |
| 1996      | ф   | Пуленепробиваемый      | Bulletproof                  | капитан Уилл Йенсен        |
| 1998      | ф   | Предупредительный удар | Termination Man (США-Россия) | Кейн, шеф секретной службы |

## Награды
- 1967 — «Золотой глобус»